# Григович, Игорь Николаевич
Игорь Николаевич Гри́гович (23 апреля 1932, Киев — 7 января 2021, Петрозаводск) — российский врач, детский хирург, доктор медицинских наук, профессор.

## Биография
Родился 21 апреля 1932 года в Киеве в семье инженера-железнодорожника. В 1937 году отец был репрессирован. В годы Великой Отечественной войны находился с матерью в эвакуации в Тбилиси. После войны, вернувшись в Киев, учился в школе рабочей молодёжи, работал слесарем в локомотивном депо.
В 1951 году поступил в Ленинградский педиатрический институт, затем был переведен в 1-й Ленинградский медицинский институт, который окончил в 1957 году по специальности «лечебная медицина». Работал заведующим медицинским пунктом локомотивного депо, общим хирургом в городе Кандалакша Мурманской области.
С 1962 года — врач Петрозаводской железнодорожной больницы, одновременно с 1963 года — ассистент кафедры общей хирургии Петрозаводского государственного университета, с 1971 года — заведующий курсом детской хирургии, доцент кафедры госпитальной хирургии университета. В 1968 году защитил кандидатскую диссертацию по теме «Специфическая серотерапия синдрома длительного сдавления мягких тканей в эксперименте». В 1981 году защитил докторскую диссертацию в Московском НИИ педиатрии и детской хирургии по теме «Современные методы дифференциальной диагностики заболеваний пищевода у детей».
С 1981 года — организатор и заведующий кафедрой педиатрии и детской хирургии Петрозаводского государственного университета.
Главный детский хирург Министерства здравоохранения Республики Карелия. Руководитель Карельского Центра детской хирургии. Почётный член Ассоциации детских хирургов России. Член редакционного совета журнала «Детская хирургия».
Скончался 7 января 2021 года в Петрозаводске.
В 2022 году Детской республиканской больнице в Петрозаводске было присвоено имя Игоря Григовича.

## Награды и звания
- Орден Почёта
- Заслуженный врач Карельской АССР (1989)
- Заслуженный врач Российской Федерации (1997)
- Народный врач Республики Карелия (2007)
- Почётный работник высшего профессионального образования Российской Федерации
- Почётный гражданин Республики Карелия (2012)
- Заслуженный работник высшей школы Российской Федерации (2014)

## Научные труды
Область научных интересов — применение математических методов в клинической медицине вообще и в детской хирургии в частности, разработка алгоритмов для диагностики неотложных хирургических состояний у детей, колопроктология детского возраста, методы обследования и хирургической коррекции врожденных пороков развития и заболеваний толстой кишки, синдром жестокого обращения с ребёнком.
Автор более 180 научных работ, в том числе 10 монографий.
Основные публикации
- Редкие хирургические заболевания пищеварительного тракта у детей. — Л.: Медицина, 1985. — 288 с.
- Диагностика и лечение редких хирургических заболеваний кишечника у детей. Учебное пособие. — Петрозаводск, 1987. — 88 с.
- Синдром нарушения выделительной функции кишечника у детей (совместно с А. А. Иудиным, Ю. Г. Пяттоевым). Учебное пособие. — Петрозаводск, 1991. — 76 с.
- Гнойно-воспалительные заболевания у детей. Методические указания к практическим занятиям по детской хирургии (совместно с Ю. Г. Пяттоевым). — Петрозаводск, 1992. — 40 с.
- Синдром жестокого обращения с ребенком. Общие вопросы и физическое насилие. Учебное пособие для студентов и врачей. — Петрозаводск, 2001. — 79 с. ISBN 5-8021-0079-6.
- Время собирать камни — Петрозаводск, 2002. — 188 с.
- Избранные лекции по детской хирургии — Петрозаводск, 2004. — 72 с.
- Господин случай. — Петрозаводск, 2007. — 160 с.
- Синдром жестокого обращения с ребенком: учебное пособие. Ч. 2.: Учебное пособие для студентов медицинских учебных заведений, врачей и социальных работников. — Петрозаводск, 2008. — 108 с.

и другие.